# Mason (Ohio)
Mason è una città degli Stati Uniti d'America, situata nello Stato dell'Ohio, nella contea di Warren. La città si trova nell'area metropolitana di Cincinnati.

## Sport
La città è sede dell'impianto di tennis Lindner Family Tennis Center, dove si tiene annualmente il torneo del Western & Southern Financial Group Masters & Women's Open.